# Joanie Holzer Schirmová
Joanie Holzer Schirm (* 15. prosince 1948) je americká spisovatelka, podnikatelka a komunitní aktivistka.

## Životopis
Její otec Oswald Holzer byl česko-židovský lékař, který v roce 1939 odešel z Prahy do Šanghaje krátce poté, co začala německá okupace Československa, tedy ještě před začátkem druhé světové války. Tuto skutečnost zjistila, když po smrti svých rodičů v roce 2000 objevila jeho dopisy. Díky tomuto pátrání později vydala dvě knihy – Dobrodruhy proti své vůli: pozoruhodné příběhy z druhé světové války o boji o přežití, útěku a mezilidských poutech, za kterou v roce 2013 získala cenu Global Ebook Award. V roce 2019 vydala svoji druhou nejznámější knihu My Dear Boy: A World War II Story of Escape, Exile, and Revelation.
Tyto dopisy byly později vystaveny v Praze, Frankfurtu na Mohanem a v Orlandu. V dubnu roku 2019 bylo ve floridském muzeu otevřena sekce, kde jsou tyto dopisy vystaveny společně s osobními věcmi Oswalda Holzera.
V roce 1991 založila společnost Geotechnical and Environmental Consultants, Inc., kde působila jako prezidentka až do svého odchodu do důchodu v roce 2008, kdy společnost prodala.